# Monumento conmemorativo del combate del Dos de Mayo
El Monumento Conmemorativo al Combate del Dos de Mayo se encuentra en el óvalo de la plaza del mismo nombre, en la ciudad de Lima, Perú. Fue elaborado para rendir homenaje a José Gálvez Egúsquiza y fue declarado Patrimonio Cultural de la Nación por el Ministerio de Cultura en 2018. Representa la hermandad de los países de Perú, Chile, Ecuador y Bolivia.

## Descripción
El monumento, realizado de piedra mármol y bronce, se compone de una vereda circular y jardín circular seguido de una segunda vereda puesta en comunicación con la primera por medio de un pasadizo enlozado de basamento de granito de los rasgos de una reja dorada con faroles de capitel cuadrado, pedestal estriado y fuste con hojas de laurel, su base es circular, las rejas de fierro compuestas por faroles, se divide en segmentos con los barrotes adornados con ramas de palmeras y laureles.
Su plataforma es enlosada con mármol, el monumento en la parte de arriba del basamento establecido en plano circular, es montada por almenas destinadas al recuerdo de la torre de la Merced, en la cual pereció el coronel Gálvez. Sobre esta primera parte se eleva la segunda en cuyo contorno han sido desarrollados seis bajos relieves en bronce que representan los principales actos de la lucha; es decir 1º los preparativos de la defensa del Callao, 2° La torre de la Merced al principio del combate; 3. El contralmirante Mendes Núñez herido a bordo de la “Numancia”; 4° Las graves averías de los navíos de “Villa de Madrid” y “Berenguela”, 5° La flota española puesta fuera de combate; 6° La entrada triunfal de las tropas en la ciudad de Lima.
A esta parte del monumento sigue un pedestal cuadrado adornado con pilares a los ángulos. Sobre las cuatro faces sobresalen la estatua en bronce de las cuatro repúblicas aliadas “Perú”, “Chile”, “Bolivia” y “Ecuador” en las cuatro esquinas se lee la inscripción “Unión Americana”.
En el friso, las iniciales de cada República se mezclan con los adornos; y en las esquinas se entrelazan de dos a dos. Los escudos de armas de las cuatro repúblicas forman el coronamiento de las cuatro fases del pedestal, la estatua del Perú ocupa la faz principal mirando al Callao, el zocalón que soporta es más saliente que el de las otras estatuas y a sus pies la estatua de José Gálvez en agonía.
La caña o fuste de la columna, se compone de dos pedazos de mármol, cuya juntura está situada al tercio de la columna, esta juntura está cubierta con un anillo de bronce del cual se destacan cuatro proas también de bronce, en la parte inferior de la caña es adornada con guirnaldas, coronas y palmas grandes más arriba del anillo, el capitel tiene cuatro escudos, los cuales están suspendidos guirnaldas y son sobrados por ramas de laurel. En estos escudos existen sobresalientes las iniciales de cada República.
Sobre el capitel una base de bronce sostiene una esfera o globo sobre la cual reposa la estatua de la victoria, hecha en bronce, erguida con alas semidesplegadas; en su cabeza lleva la corona triunfal que representa la victoria, en la mano derecha lleva su espada y en la izquierda una hoja de palma.
A inicios del 2020, se iniciaron los estudios técnicos para empezar el proceso de recuperación del Monumento. “Luis Martín Bogdanovich, gerente de Prolima, señaló que estas restauraciones se realizan en el marco del bicentenario para el beneficio de todos los peruanos.”

## Historia

### Antecedentes

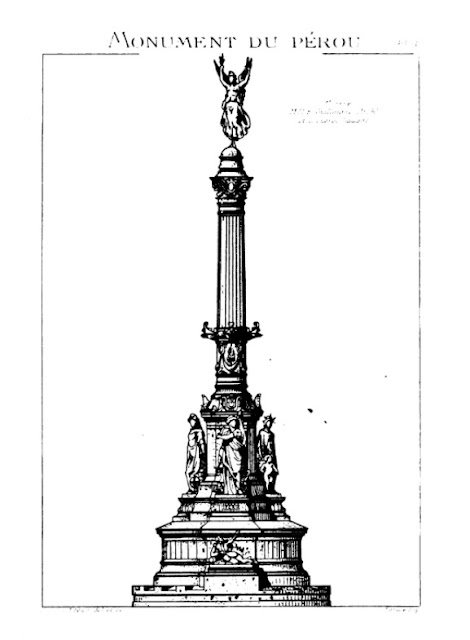
Primer diseño sobre el monumento.

Si bien la idea de levantar un monumento a los héroes del combate del 2 de mayo estuvo presente desde el día siguiente del combate en 1866, recién en 1874 fue inaugurado. En la segunda mitad del siglo XIX el Perú pasaba por su última fase de la bonanza del guano, lo que permitió la construcción de grandes monumentos e iniciar los primeros proyectos urbanísticos en Lima. En este contexto, el monumento del Dos de Mayo buscaba mostrar el triunfo y la unión americana, por tal motivo, debía ser representado con un tamaño monumental. El proyecto se inició en el gobierno dictatorial de Mariano Ignacio Prado y fue inaugurado en el de Manuel Pardo, durante este período el país pasó por grandes sucesos como las guerras civiles entre caudillos militares, el mejoramiento de la infraestructura de la ciudad de Lima, entre otras. La importancia de este monumento ha sido poco valorada, a pesar de que su presencia fue un elemento modernizador para la capital peruana.

### Concepción y Fabricación
Luego del combate del 2 de mayo de 1866 se realizó una colecta entre la comunidad para construir un monumento para conmemorar esta fecha gloriosa. El 3 de mayo de 1866, el presidente Mariano Ignacio Prado sacó un decreto en el cual describía las características que tendría dicho monumento y cómo se conseguiría su respectiva elaboración. Se comisionó al poeta y diplomático ecuatoriano Numa Pompilio Llona para conseguir el modelo, para lo cual viajó a París donde convocó a un concurso internacional para encontrar el diseño; al año siguiente se publicaron las bases del concurso. El 14 de febrero de 1868 se dio el veredicto del jurado dando como ganadores a la propuesta presentada por el arquitecto Edmundo Guillaume y el escultor Louis-Léon Cugnot. Los proyectos se expusieron en el salón de honor del Palacio de la Industria de París en 1872; del mismo modo, con las partes terminadas se levantó una maqueta del monumento, el cual fue expuesto frente a dicho edificio. 
Pedro Gálvez Egúsquiza, hermano del héroe del 2 de mayo, fue el encargado de trasladar el monumento al Perú. Sin embargo, vio que la escultura a la victoria alada era muy grande; por esta razón, se decidió construir una escultura más pequeña. El 3 de mayo de 1872 se celebró en París un contrato entre Gálvez, quien también fungía de ministro plenipotenciario de la República de Perú en Francia, a nombre del arquitecto Guillaume. En diciembre del mismo año llegaron al Perú los encargados de la obra para coordinar la entrega y almacenamiento del monumento.

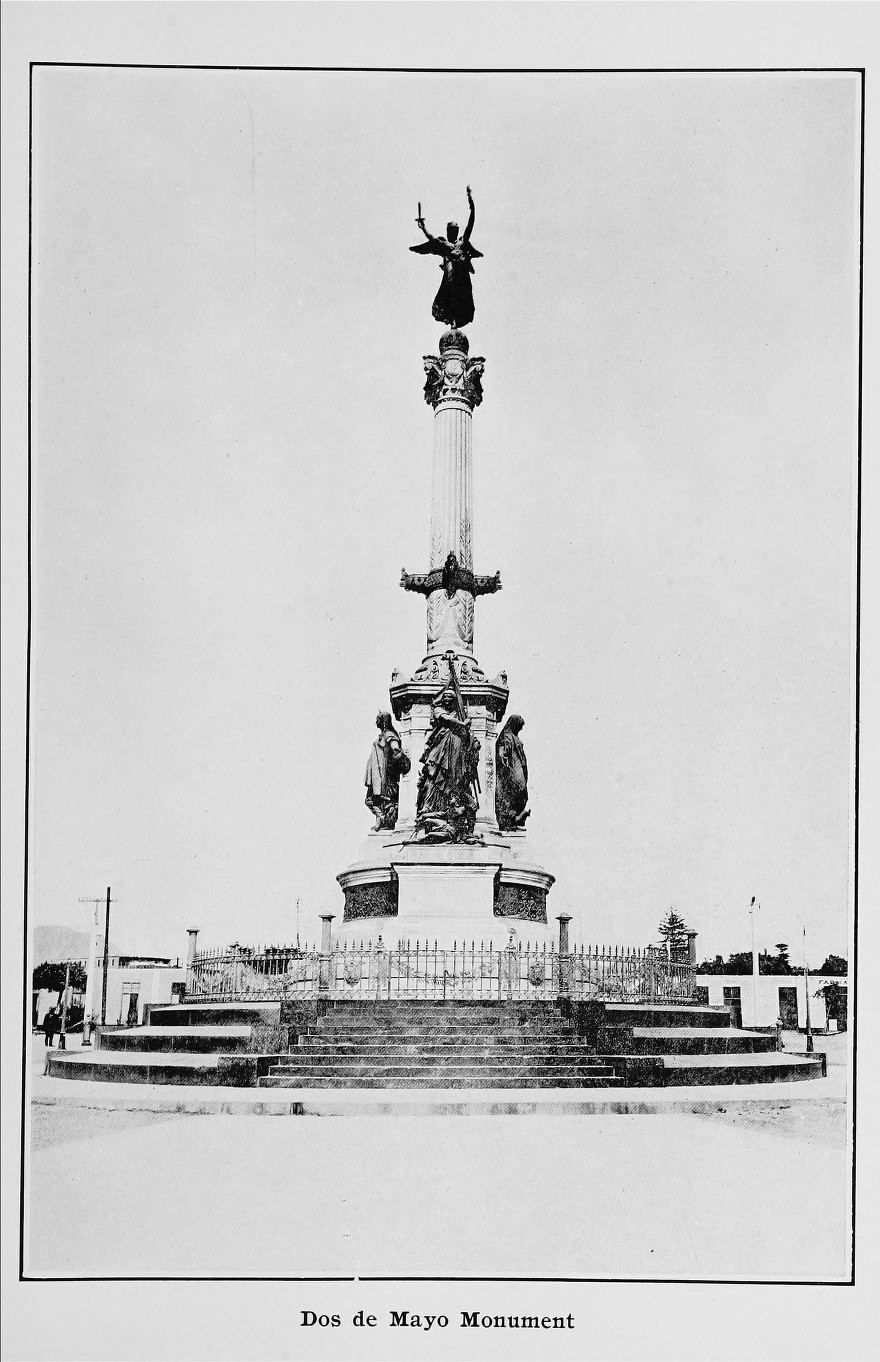
Plaza Dos de Mayo a inicios del.

En 1874 se enviaron las partes del monumento y fue ensamblado en Lima por Nicolás Mequer. La primera piedra fue colocada en 13 de mayo de 1873, siendo inaugurada finalmente por el presidente Manuel Pardo en 28 de julio de 1874.
La primera escultura de la victoria alada no sobrevivió a la ocupación chilena en Lima, la cual fue extraída del puerto del Callao y llevada a Talca. El 24 de mayo de 1940 cuando un gran terremoto sacudió la ciudad de Lima, muchos monumentos fueron afectados, entre ellos el más dañado fue el dedicado al 2 de mayo, la columna de mármol pudo soportar el sismo, pero la escultura de la victoria alada cayó al suelo partiéndose en dos; sin embargo, no sufrió daños severos, su reconstrucción duró apenas un año.

## Sobre los autores

### Edmond Guillaume
Arquitecto nacido en Valenciennes el 24 de junio de 1826. Alumno de Louis-Hippolyte Lebas en la Escuela de Bellas Artes de París, en 1845. Ganador del Gran Premio de Roma en 1856 con su diseño del Palacio de la embajada de Francia en Constantinopla.
En 1863 fue nombrado inspector de obras para el Palacio de Justicia de París. También estuvo a cargo de la restauración y construcción del ayuntamiento y los tribunales de Cambrai. En 1868 ganó el concurso para el monumento del 2 de mayo. Fue arquitecto de los palacios de Versalles, Trianón, Louvre y las Tullerías. En su carrera ganó varios premios en las Exposiciones Universales. Falleció en París en 1894.

### Louis-Léon Cugnot
Escultor nacido en París el 17 de octubre de 1835. Obtuvo el gran premio de Roma en 1859. Entre sus principales obras se encuentran: Mecencio es salvado por su hijo Lauso (1859), Petrarca (1865), Napoleón I sobre un águila dominando el mundo (1869) y Fauno borracho. Falleció en París el 19 de agosto de 1894.

## Ubicación
En el decreto de 1866 nunca se mencionó el lugar donde debía levantarse el monumento; la decisión final fue tomada con prisa, se decidió en el óvalo de la Reina, esto queda evidenciado en la fecha de la colocación de la primera piedra del monumento (2 de mayo de 1873), siete años después de haber sido propuesto y casi un año y tres meses antes de inaugurado, este óvalo se localizaba en épocas virreinales fuera de la muralla que rodeaba a Lima. En él se iniciaba el camino al Callao, que desde la década de 1850 se hallaba en mal estado de conservación; la elección de este óvalo responde a dos motivos asociados: la primera es la reformulación del espacio físico de Lima con la caída de la muralla; y la segunda las cualidades del monumento y lo que representaba para el Perú y América.

## Galería

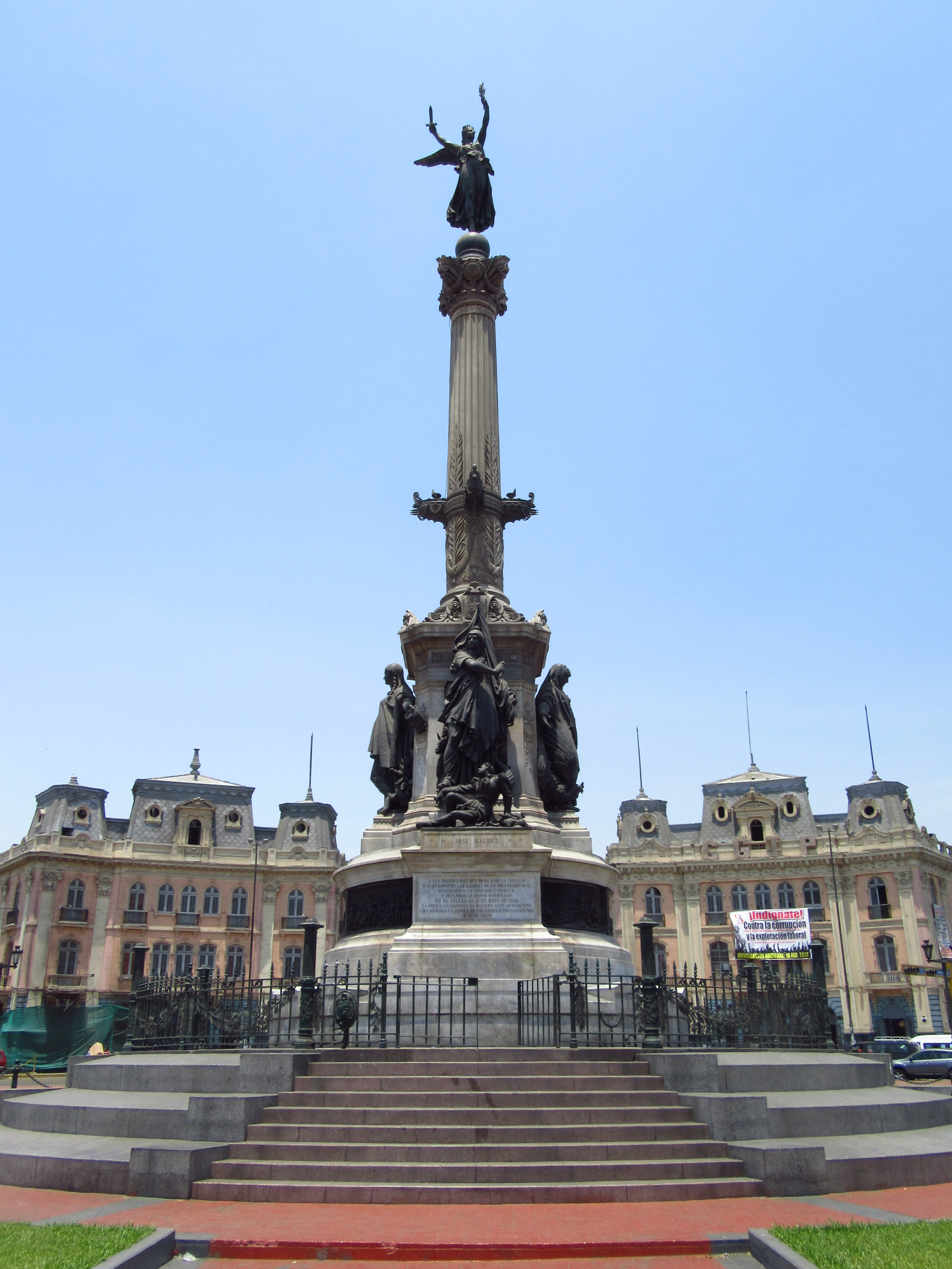
Vista general
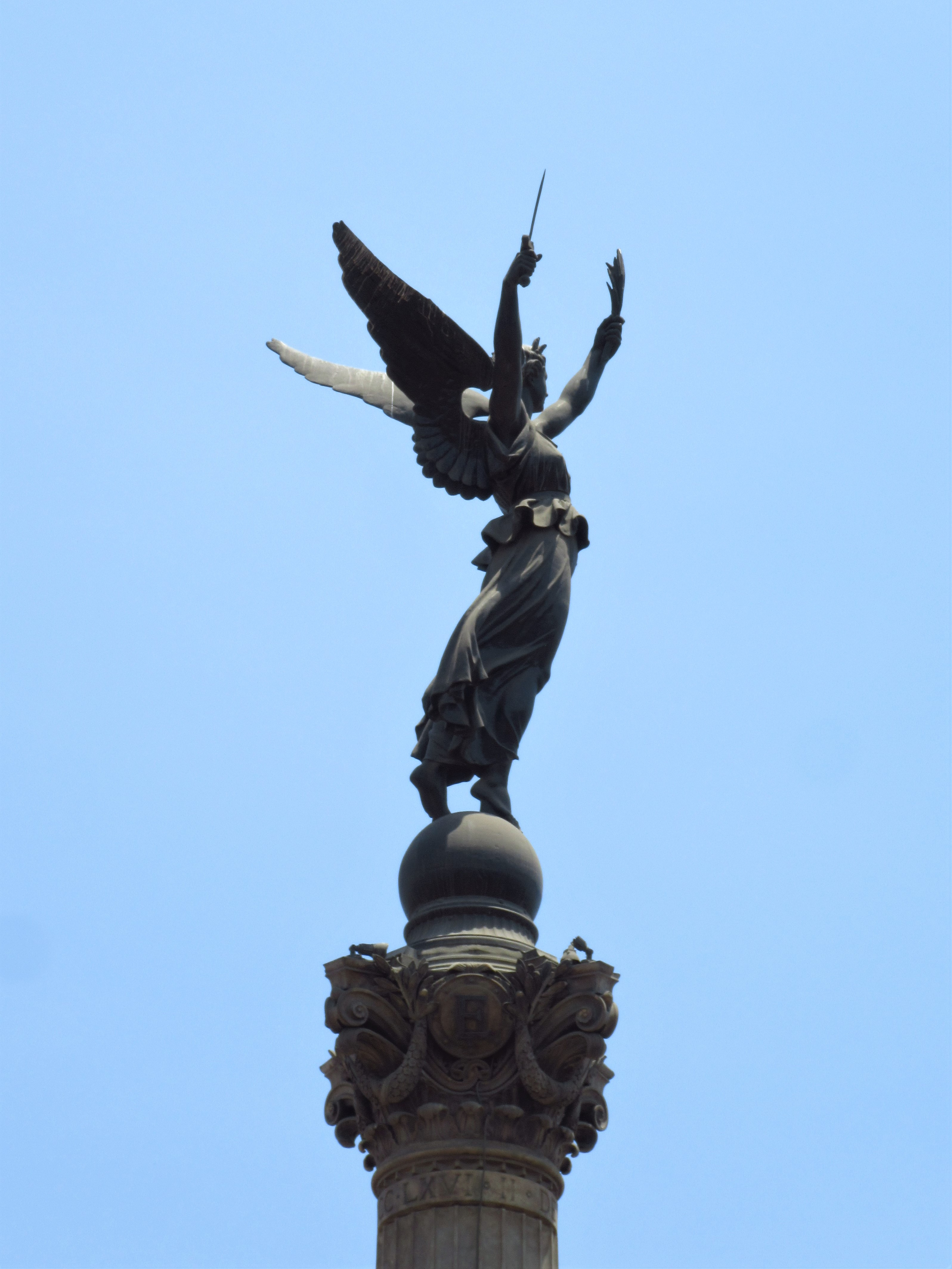
Estatua de la Victoria
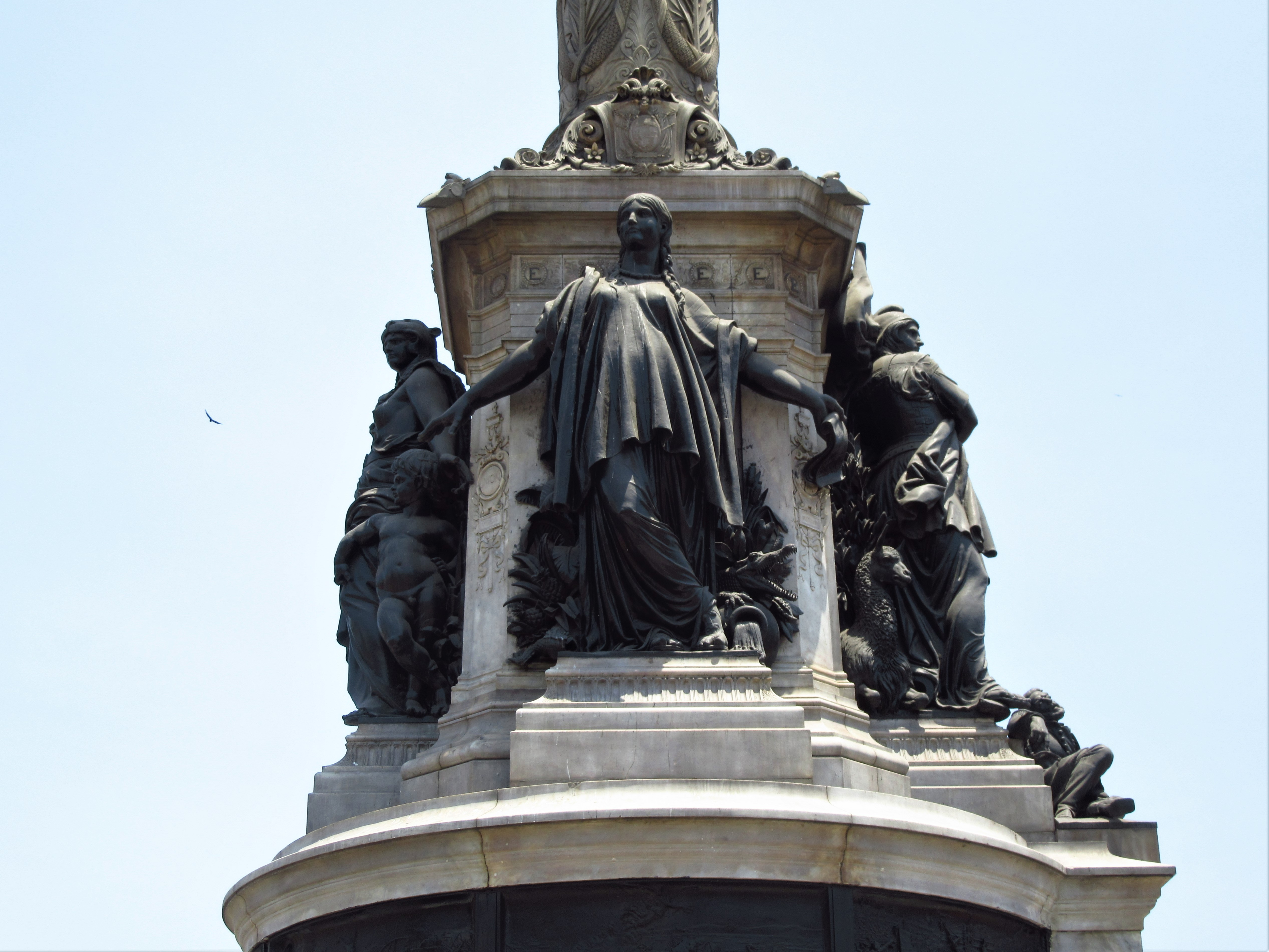
Detalle escultórico